# Дун'їн
Дун'їн (кит. спр. 东营市, піньїнь: Dōngyíng Shì) — місто-округ в китайській провінції Шаньдун. 

## Географія
Округа Дун'їн розташовується у північній частині провінції на південному березі затоки Бохайвань.

### Клімат
Місто знаходиться у зоні, котра характеризується вологим субтропічним кліматом. Найтепліший місяць — липень із середньою температурою 26.5 °C (79.7 °F). Найхолодніший місяць — січень, із середньою температурою -2.9 °С (26.8 °F).
| Клімат Дун'їна          | Клімат Дун'їна | Клімат Дун'їна | Клімат Дун'їна | Клімат Дун'їна | Клімат Дун'їна | Клімат Дун'їна | Клімат Дун'їна | Клімат Дун'їна | Клімат Дун'їна | Клімат Дун'їна | Клімат Дун'їна | Клімат Дун'їна | Клімат Дун'їна |
| Показник                | Січ.           | Лют.           | Бер.           | Квіт.          | Трав.          | Черв.          | Лип.           | Серп.          | Вер.           | Жовт.          | Лист.          | Груд.          | Рік            |
| Середня температура, °C | −2,9           | −0,7           | 5,9            | 13,5           | 19,8           | 24,5           | 26,5           | 25,7           | 20,6           | 14,6           | 6,7            | −0,3           | 12,8           |
| Норма опадів, мм        | 5.7            | 8.2            | 11.3           | 29.4           | 33.2           | 66.8           | 186.2          | 128.7          | 48.9           | 28.6           | 17.3           | 7.2            | 571.5          |
| Днів з опадами          | 2,9            | 3,7            | 3,9            | 6,4            | 5,8            | 9,4            | 15,3           | 12,5           | 8,8            | 7,2            | 6,1            | 3,5            | 85,5           |
| Вологість повітря, %    | 55.3           | 55.7           | 53.5           | 53.6           | 55.8           | 63.8           | 78.8           | 78.2           | 67.9           | 63.1           | 60.3           | 57.2           | 61.9           |
| ----------------------- | -------------- | -------------- | -------------- | -------------- | -------------- | -------------- | -------------- | -------------- | -------------- | -------------- | -------------- | -------------- | -------------- |
| Джерело: Weatherbase    |                |                |                |                |                |                |                |                |                |                |                |                |                |